# Sur (diari)
Sur és un diari espanyol de caràcter regional publicat a Màlaga. Fundat el 1937, durant la Guerra Civil espanyola, va arribar a formar part de la Prensa del Movimiento. En l'actualitat és editat per l'empresa Prensa Malagueña, part del Grup Vocento. El seu àmbit de distribució abasta tota la província de Màlaga, la comarca del Campo de Gibraltar, i les ciutats de Ceuta, Melilla, Tetuan i Al-Aaiun.

## Història
Va ser fundat el 10 de febrer de 1937, després de la confiscació del diari El Popular. De fet, la nova publicació utilitzaria el material robat a l'antic diari republicà. La fundació del nou diari es va produir en el context de la batalla de Màlaga per l'Exèrcit Franquista. Inicialment es va anomenar Arriba, però en pocs dies es va canviar la seva denominació i va adoptar el nom de Sur en prendre's el primer per a l'òrgan periodístic oficial de la Falange Española.
Controlat per la Falange Española Tradicionalista y de las JONS, el diari va passar posteriorment a formar part de la Prensa del Movimiento, al costat del diari vespertí La Tarde. Durant els primers anys de la dictadura franquista el Sur va estar subjecte a un rígid control informatiu de les autoritats i va presentar una línia editorial poc d'acord amb la realitat socioeconòmica del moment. Més endavant, el diari, a diferència d'altres capçaleres de premsa del Movimiento Nacional, va tenir una economia sanejada i durant la dècada del 1960 va arribar a tenir una tirada diària de 20.000 exemplars. El Sur, al costat de La Tarde, va mantenir el monopoli informatiu a la província de Màlaga fins al 1967. Aquest any va aparèixer el diari Sol de España, publicació de caràcter independent que durant un temps va arribar a fer-li ombra al Sur.
Després del final de la dictadura, el febrer de 1984 l'Estat va treure el diari a subhasta pública i aquest va ser adquirit pels propis treballadors del diari, que —juntament amb més de mil cinc-cents petits accionistes malaguenys— van formar una cooperativa denominada Prensa Malagueña. L'adquisició de Sur pels seus treballadors es va fer per la suma de 526.8 milions de pessetes, fet que va significar que fos l'únic mitjà de comunicació de l'organisme estatal a ser adquirit pels seus treballadors.
A la dècada del 1980, sota la direcció de Joaquín Marín, Sur es va refermar al mercat periodístic malagueny i arribaria a assolir uns beneficis de tres-cents milions de pessetes el 1987. El 1985 tenia una difusió mitjana de 28.115 exemplars, cosa que el convertia en un dels principals diaris d'Andalusia en difusió i nombre de lectors. Aquesta conjuntura econòmica positiva el va portar a estendre la seva presència a zones com Melilla o el Campo de Gibraltar i, fins i tot, a editar el diari Granada 2000 per a la capital granadina. En aquells anys també va haver de fer front a l'aparició de noves capçaleres a la província, com el Diario Málaga-Costa del Sol.
El 1990 va ser adquirit pel grup de comunicació Correo (avui Grup Vocento), constituint la capçalera d'un grup multimèdia local que comprèn a internet diariosur.es, així com una edició en llengua anglesa, alemanya i russa, i Costa del Golf, un diari mensual que es distribueix en els camps de golf d'Espanya. El 2002 Sur va posar en funcionament el seu propi canal de televisió, Canal Málaga, sota la direcció de Manuel Alejandro Castillo. La segona onada de l'Estudi General de Mitjans del 2017 li va atorgar-li una audiència de 136.000 lectors diaris.